# Hakol Over Habibi

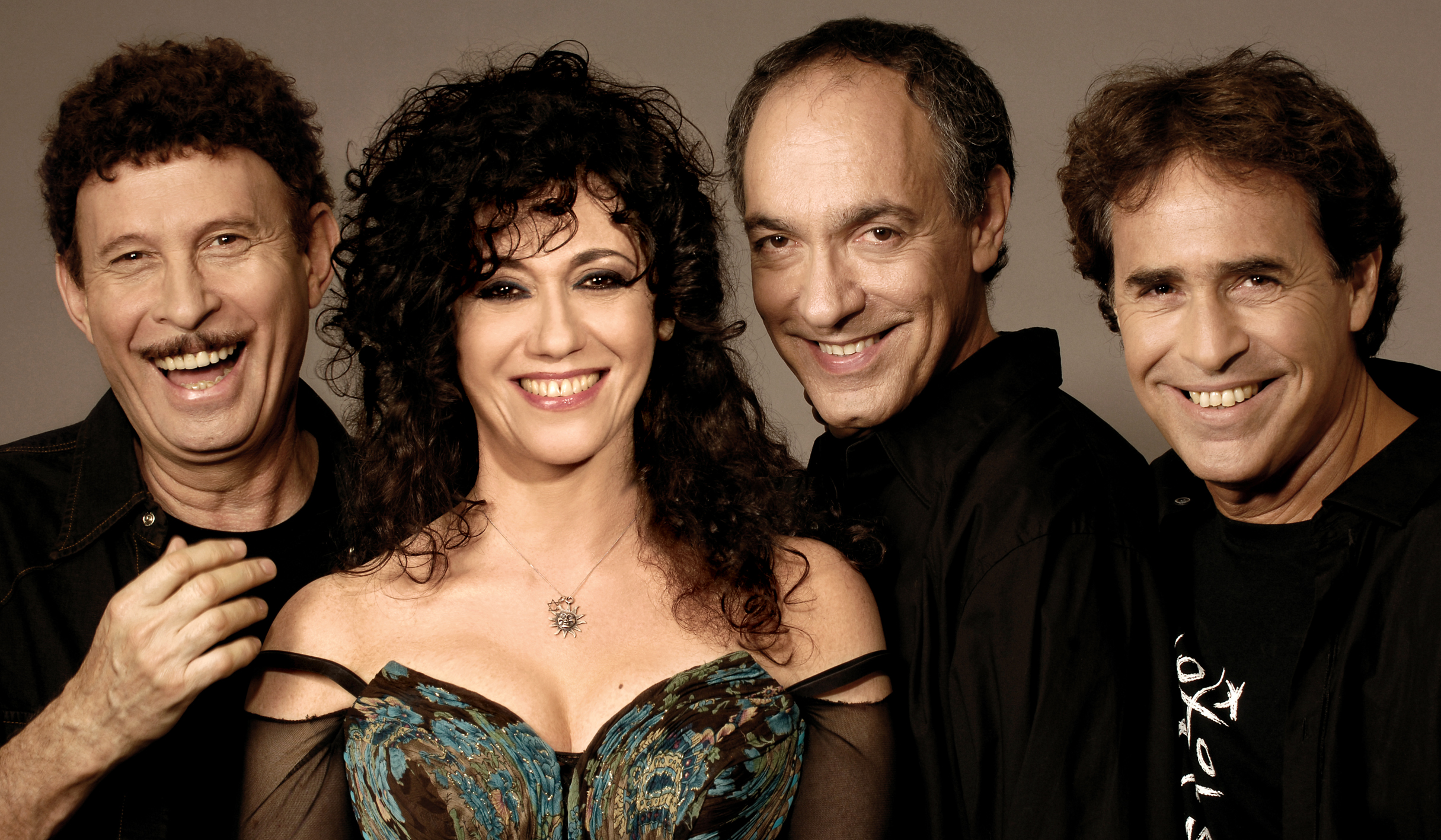
Hakol Over Habibi (2006)

Hakol Over Habibi (hebräisch הכל עובר חביבי Es geht alles vorüber, mein Freund) war eine israelische Popgruppe, die von 1975 bis 2002 bestand. Die Mitglieder waren die Sänger Ami Mendelman, Kikki Rotstein, Yuval Dor und die Sängerin Shlomit Aharon.

## Werdegang
Als Sieger der israelischen Vorentscheidung durften sie mit dem Popsong Halajla beim Eurovision Song Contest 1981 in Dublin teilnehmen. Sie erreichten dort den siebten Platz.
Die Gruppe war hauptsächlich in den 1980er Jahren erfolgreich und veröffentlichte mehrere Alben mit hebräischer Pop- und Schlagermusik.

## Diskografie

### Singles (Auswahl)
- 1977: Ha'Hagigh Nigmeret
- 1981: Ha-layla
- 1984: האורח